# XIX Brygada Piechoty (II RP)
XIX Brygada Piechoty (XIX BP) – brygada piechoty Wojska Polskiego II RP.

## Historia brygady
XIX BP sformowana została na przełomie czerwca i lipca 1919 roku, na terenie operacyjnym Frontu Galicyjsko-Wołyńskiego, w składzie 10 Dywizji Piechoty oraz w wyniku połączenia pułków piechoty powstałych na terenie Okręgu Generalnego „Łódź” z pułkami 4 Dywizji Strzelców Polskich.
W październiku 1921 roku Dowództwo XIX BP przeformowane zostało w dowództwo piechoty dywizyjnej 25 Dywizji Piechoty. 28 pułk Strzelców Kaniowskich pozostał w składzie 10 Dywizji Piechoty, natomiast 29 pułk Strzelców Kaniowskich podporządkowany został dowódcy 25 DP.

## Dowódcy brygady
- płk Lucjan Kopczyński (od 28 V 1919[1])
- płk Albin Marian Jasiński (od VI 1919)
- ppłk Franciszek Sikorski (VII 1919 – II 1920)
- płk Stanisław Oktawiusz Małachowski (III – IX 1920)
- gen. ppor. Stefan de Latour (IX – X 1920)
- ppłk Wiktor Thommée (X 1920)
- ppłk Franciszek Sikorski (X 1920 – X 1921)

## Organizacja brygady
- dowództwo XIX Brygady Piechoty
- 28 pułk Strzelców Kaniowskich
- 29 pułk Strzelców Kaniowskich